# Guillermo Zarur
Guillermo Zarur (Cosolapa, Oaxaca; 20 de julio de 1932 - † Ciudad de México; 8 de agosto de 2011) fue un actor mexicano de teatro y televisión de origen libanés[cita requerida], su carrera duró más de 54 años, con créditos incluidos en diversas telenovelas y representaciones teatrales.
Zarur participó en numerosas telenovelas y series entre las que destacan Mi secretaria (1978-1986), Tú o nadie (1985), Sortilegio (2009) y Teresa (2010-2011). En 2011, Zarur fue homenajeado con la adición de sus impresiones de la mano al Paseo de las Luminarias en la Plaza de las Estrellas de la Ciudad de México. 
Murió de un paro cardíaco e insuficiencia renal a los 79 años de edad, solo tres meses después de que fuera diagnosticado con la enfermedad.

## Filmografía

### Telenovelas
- Teresa (2010-2011) .... Don Porfirio Valverde
- Sortilegio (2009) .... Ezequiel Flores
- Por un beso (2000-2001) .... El abuelo
- Cuento de Navidad (1999-2000)
- Gotita de amor (1998) .... Clemente
- El alma no tiene color (1997) .... Don Fulgencio
- María Isabel (1997)
- No tengo madre (1997)
- Te sigo amando (1996-1997) .... Hurtado
- Lazos de amor (1995-1996) .... Prof. Mariano Pérez
- Sueño de amor (1993) .... Nacho
- Alcanzar una estrella (1990) .... Juez
- El pecado de Oyuki (1988) .... Sakai
- Cautiva (1986) .... Rodrigo
- Tú o nadie (1985) .... Ramón
- Un solo corazón (1983-1984) .... Raúl
- Juegos del destino (1981-1982) .... Don Guile
- Yara (1979)
- El enemigo (1979)
- Rina (1977) .... Javier
- La tierra (1974-1975) .... Don Fermín
- El chofer (1974-1975) .... Lobitos
- El honorable señor Valdez (1973-1974)
- Aquí está Felipe Reyes (1972)
- Pueblo sin esperanza (1968)
- Gutierritos (1966) .... Doctor de Anita

### Series
- Tu historia de amor (2003) .... Evaristo
- Mujer, casos de la vida real (12 episodios, 1995-2006)
- Navidad fabuloja (1998) .... Anfitrión
- Mi secretaria (1978-1986) .... Guillermo

## Premios

### Premios Calendario de Oro 2007
| Categoría         | Persona         | Resultado |
| ----------------- | --------------- | --------- |
| Estrella de Siglo | Guillermo Zarur | Ganador   |

### Premios Califa de Oro 2009
| Categoría               | Telenovela | Resultado |
| ----------------------- | ---------- | --------- |
| Mejor actor de carácter | Sortilegio | Ganador   |